# Rhynchospora tomentosa
Rhynchospora tomentosa är en halvgräsart som beskrevs av Julian Alfred Steyermark. Rhynchospora tomentosa ingår i släktet småag, och familjen halvgräs. Inga underarter finns listade i Catalogue of Life.